# Zapsilske, Hadeaci
Zapsilske (în ucraineană Запсільське) este un sat în comuna Velbivka din raionul Hadeaci, regiunea Poltava, Ucraina.

## Demografie
Componența lingvistică a localității Zapsilske
     Ucraineană (98,81%)
     Rusă (1,19%)
Conform recensământului din 2001, majoritatea populației localității Zapsilske era vorbitoare de ucraineană (98,81%), existând în minoritate și vorbitori de rusă (1,19%).